# Hunting High and Low
Hunting High and Low — дебютний студійний альбом норвезького гурту a-ha, виданий 1985 року.
Альбом «Hunting High And Low» твердо окупував Top-10 в Норвегії і отримав премію «Spellemannsprisen» (норвезький аналог Grammy). У записі цього і наступних альбомів a-ha допомагали запрошені музиканти. Популярності групи дуже сприяли кліпи (a-ha одразу ж зацікавилося MTV), повні цікавих візуальних знахідок.

## Музиканти
- Пол Воктор-Савой (Paul Waaktaar-Savoy) (6 вересня 1961) — композитор, гітарист, вокаліст
- Магне Фуругольмен (Magne Furuholmen) (1 листопада 1962) — клавішник, композитор, вокаліст, гітарист
- Мортен Гаркет (Morten Harket) (14 вересня 1959) — вокаліст.

## Композиції
| #   | Назва                            | Тривалість |
| --- | -------------------------------- | ---------- |
| 1.  | «Take on Me»                     | 3:48       |
| 2.  | «Train of Thought»               | 4:14       |
| 3.  | «Hunting High and Low»           | 3:45       |
| 4.  | «The Blue Sky»                   | 2:36       |
| 5.  | «Living a Boy's Adventure Tale»  | 5:00       |
| 6.  | «The Sun Always Shines on T.V.»  | 5:08       |
| 7.  | «And You Tell Me»                | 1:51       |
| 8.  | «Love Is Reason»                 | 3:04       |
| 9.  | «I Dream Myself Alive»           | 3:06       |
| 10. | «Here I Stand and Face the Rain» | 4:30       |

## 2010 Deluxe Edition
Перелік пісень наведений
Диск 1
1. «Take On Me»
2. «Train of Thought»
3. «Hunting High and Low»
4. «The Blue Sky»
5. «Living A Boy's Adventure Tale»
6. «The Sun Always Shines on T.V.»
7. «And You Tell Me»
8. «Love Is Reason»
9. «I Dream Myself Alive»
10. «Here I Stand And Face The Rain»
11. «Take On Me» — Original 7" Version 1984
12. «The Sun Always Shines on T.V.» — Extended Mix
13. «Train of Thought» — U.S. Mix
14. «Hunting High and Low» — Extended Remix

Диск 2
1. «Take On Me» — Demo
2. «Train of Thought» — Demo
3. «Hunting High and Low» — Demo
4. «The Blue Sky» — Demo
5. «Living A Boy's Adventure Tale» — Early Version
6. «The Sun Always Shines On TV» — Demo
7. «And You Tell Me» — Demo
8. «Love Is Reason» — Demo
9. «I Dream Myself Alive» — Demo
10. «Here I Stand and Face The Rain» — Demo
11. «Stop! And Make Your Mind Up»
12. «Driftwood»
13. «Dot The I»
14. «The Love Goodbye»
15. «Nothing To It»
16. «Go to Sleep»
17. «Monday Mourning»
18. «All the Planes That Come In On The Quiet»
19. «Never Never»
20. «What's That You're Doing To Yourself»
21. «You Have Grown Thoughtful Again»
22. «Lesson One» — Autumn 1982 «Take on Me» Demo
23. «Presenting Lily Mars»

Будь ласка, зауважте: 
на кожному випуску є чотири композиції, які доступні лише для завантаження в більшості країн:
1. «The Sun Always Shines on TV (Extended Version)»
2. «Take On Me (Instrumental Mix)»
3. «Hunting High and Low (Slow Version Demo)»
4. «Take On Me (1984 12» Mix")

## Позиції в чартах

### Альбом
| Чарт                                    | ЛП |
| --------------------------------------- | -- |
| Австрія Австрійський альбом-чарт        | 1  |
| Велика Британія Британський альбом-чарт | 2  |
| Німеччина Німецький альбом-чарт         | 10 |
| Італія Італійський альбом-чарт          | 17 |
| Канада Канадський альбом-чарт           | 12 |
| Норвегія Норвезький альбом-чарт         | 1  |
| США Billboard 200                       | 15 |
| Швейцарія Швейцарський альбом-чарт      | 10 |
| Швеція Шведський альбом-чарт            | 1  |

### Сингли
| Рік  | Сингл                         | Чарт                                   | ЛП |
| ---- | ----------------------------- | -------------------------------------- | -- |
| 1985 | Take on Me                    | Австрія Австрійський сингл-чарт        | 1  |
| 1985 | Take on Me                    | Велика Британія Британський сингл-чарт | 2  |
| 1985 | Take on Me                    | Німеччина Німецький сингл-чарт         | 1  |
| 1985 | Take on Me                    | Ірландія Ірландський сингл-чарт        | 2  |
| 1985 | Take on Me                    | Італія Італійський сингл-чарт          | 1  |
| 1985 | Take on Me                    | Норвегія Норвезький сингл-чарт         | 1  |
| 1985 | Take on Me                    | США Billboard Hot 100                  | 1  |
| 1985 | Take on Me                    | Франція Французький сингл-чарт         | 3  |
| 1985 | Take on Me                    | Швейцарія Швейцарський сингл-чарт      | 1  |
| 1985 | Take on Me                    | Швеція Шведський сингл-чарт            | 1  |
| 1985 | The Sun Always Shines on T.V. | Австрія Австрійський сингл-чарт        | 8  |
| 1985 | The Sun Always Shines on T.V. | Велика Британія Британський сингл-чарт | 1  |
| 1985 | The Sun Always Shines on T.V. | Німеччина Німецький сингл-чарт         | 5  |
| 1985 | The Sun Always Shines on T.V. | Ірландія Ірландський сингл-чарт        | 1  |
| 1985 | The Sun Always Shines on T.V. | Італія Італійський сингл-чарт          | 11 |
| 1985 | The Sun Always Shines on T.V. | Норвегія Норвезький сингл-чарт         | 2  |
| 1985 | The Sun Always Shines on T.V. | США Billboard Hot 100                  | 20 |
| 1985 | The Sun Always Shines on T.V. | Франція Французький сингл-чарт         | 10 |
| 1985 | The Sun Always Shines on T.V. | Швейцарія Швейцарський сингл-чарт      | 7  |
| 1985 | The Sun Always Shines on T.V. | Швеція Шведський сингл-чарт            | 2  |
| 1986 | Train of Thought              | Велика Британія Британський сингл-чарт | 8  |
| 1986 | Train of Thought              | Німеччина Німецький сингл-чарт         | 14 |
| 1986 | Train of Thought              | Ірландія Ірландський сингл-чарт        | 5  |
| 1986 | Hunting High and Low          | Австрія Австрійський сингл-чарт        | 24 |
| 1986 | Hunting High and Low          | Велика Британія Британський сингл-чарт | 5  |
| 1986 | Hunting High and Low          | Німеччина Німецький сингл-чарт         | 11 |
| 1986 | Hunting High and Low          | Ірландія Ірландський сингл-чарт        | 4  |
| 1986 | Hunting High and Low          | Італія Італійський сингл-чарт          | 10 |
| 1986 | Hunting High and Low          | Норвегія Норвезький сингл-чарт         | 10 |
| 1986 | Hunting High and Low          | Франція Французький сингл-чарт         | 4  |